# Stora Dimtjärnen
Stora Dimtjärnen är en sjö i Ludvika kommun i Dalarna och ingår i Norrströms huvudavrinningsområde.